# Wijan Ponlid
Wijan Ponlid (Thai: วิจารณ์ พลฤทธิ์, Aussprache: [wí-ʤaːn pʰon-rít]; * 26. April 1976 in Ban Tuek, Landkreis Si Satchanalai, Provinz Sukhothai) ist ein ehemaliger thailändischer Boxer.
Rechtsausleger Ponlid gewann bei den Olympischen Spielen 2000 in Sydney die Goldmedaille im Fliegengewicht. Er wurde damit zum erst zweiten thailändischen Olympiasieger nach Somluck Kamsing, der vier Jahre zuvor Gold gewinnen konnte. Dabei schlug er den für Deutschland antretenden Wardan Sakarjan, den Kanadier Andrew Kooner, den Kubaner Manuel Mantilla, Wladimir Sidorenko im Halbfinale sowie den Amateurweltmeister und Silbergewinner der Spiele von Atlanta, Bolat Schumadilow aus Kasachstan.
Bei seiner Heimkehr wurde er mit einer Elephantenparade begrüßt, bekam ein Haus und eine finanzielle Belohnung von zehn Millionen Baht, die von einem Konsortium aus Thai Rath (Zeitung), Thai Airways, der „Communications Authority of Thailand“ und weiteren sechs Unternehmen gestiftet wurde. Dazu wurde er bei der Polizei zum Leutnant (Thai: ร้อยตำรวจโท) befördert. Er wurde nie Profi.
Außerdem gewann Ponlid 1999 die Südostasienspiele in Bandar Seri Begawan.